# 4-pironă
4-pirona (γ-pironă sau piran-4-onă) este un compus organic heterociclic nesaturat cu formula chimică C5H4O2. Este izomer cu 2-pirona.

## Obținere
4-pirona este obținută în urma reacției de decarboxilare termică a acidului chelidonic.

## Proprietăți
4-pirona și derivații săi reacționează cu aminele în solvenți protici, formând 4-piridone.

## Derivați

Maltol
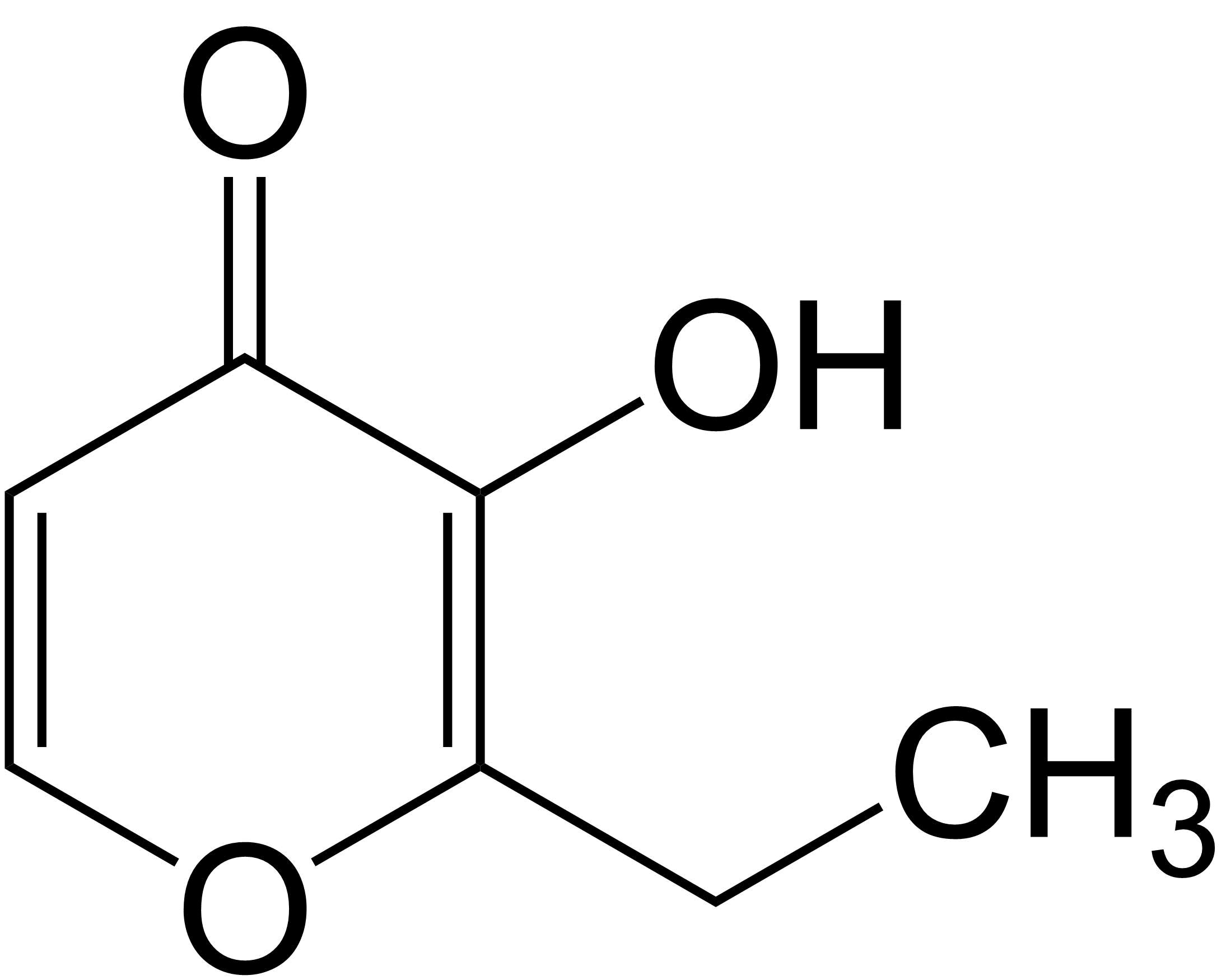
Etil maltol
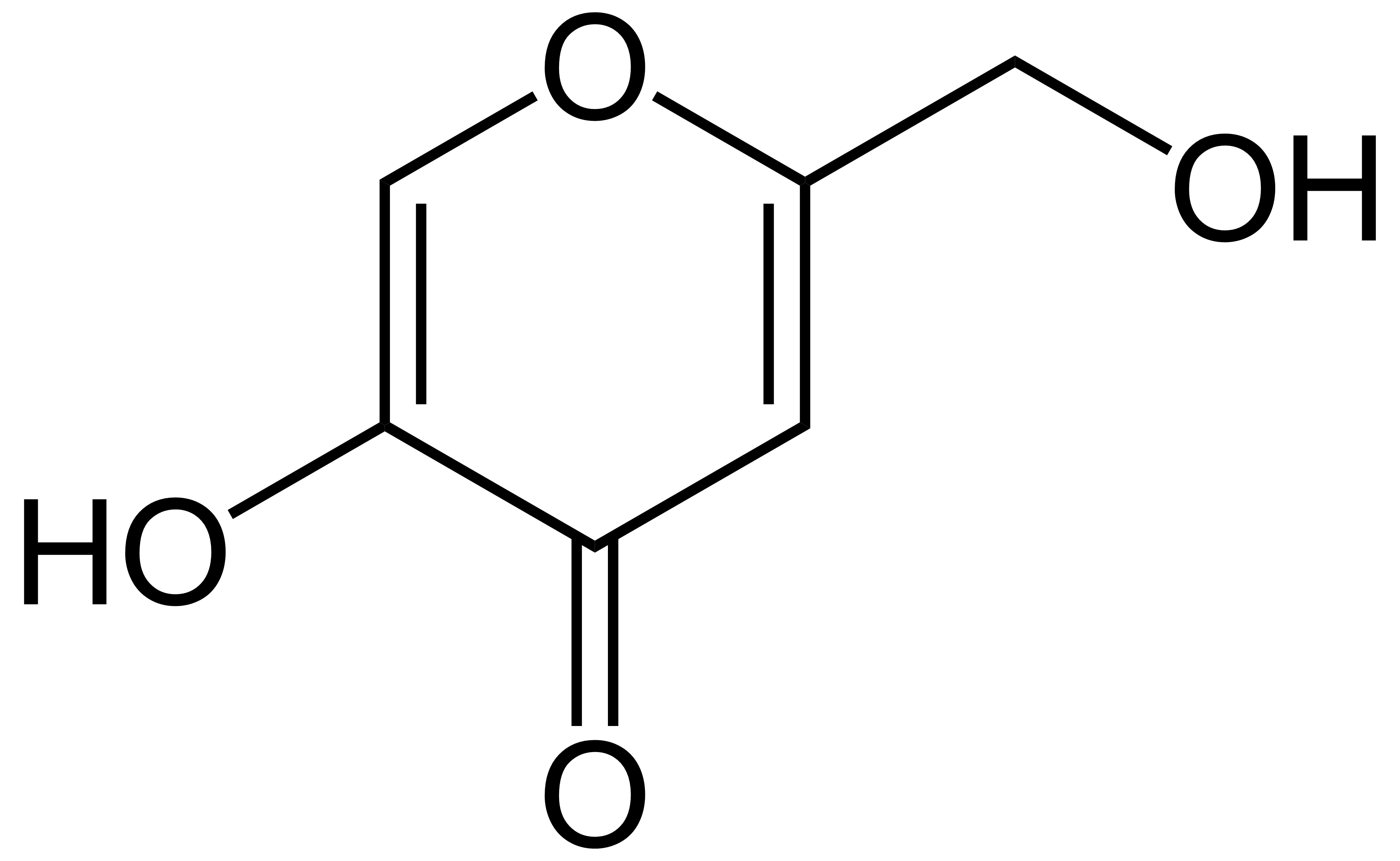
Acid kojic